# Dirk Rossmann
Dirk Rossmann (født 1946) er en tysk milliardær og erhvervsmand. Han grundlagde Rossmann i 1972, der i dag er Tysklands næststørste apotekkæde. I august 2021 var hans estimerede formue på $3,7 mia.